# João Vaz Barradas Muito Pão e Morato
João Vaz Barradas Muito Pão e Morato (Portalegre, 1689 - 1748) fou un compositor i musicògraf. Abraçà el sacerdoci i fou mestre de cor de l'església de Sant Nicolau de Lisboa i de la basílica de Santa Maria la Major. Escrigué Domingas da Madre de Deos, e exercitio quotidiano revelado pela mesma Senhora (Lisboa, 1733), Preceitos ecclesiasticos de canto chäo para beneficio e uzo commun de todos (Lisboa, 1733), Flores musicaes colhidas da jardin da milhor Liçao de varios autores, Arte pratica de canto de orgäo i Indice de cantoria para principiantes con hum breve resumo das regras maes principaes de canto, e regimen da coro o uzo romano para os subcahntres, (Lisboa, 1735). La part d'aquesta obra, referent al cant pla, també va esser publicada separadament el 1738.